# Japetus (ocean)
Japetus – hipotetyczny prehistoryczny ocean, istniejący w starszym paleozoiku między kontynentami Bałtyką, Laurencją i Gondwaną. Osady kambryjskie, ordowickie i sylurskie zdeponowane w tym oceanie zostały wypiętrzone w wyniku kolizji kontynentów (orogeneza kaledońska), tworząc kaledonidy.